# Lady Bar 2
Pour plus de détails, voir Fiche technique et Distribution.
Lady Bar 2 est un téléfilm français de Xavier Durringer, diffusé en 2009 sur Arte. C'est la suite de Lady Bar.

## Synopsis
Jean, Polo et Pat sont rentrés à Paris. Pat ne se fait pas à la ville et la rencontre avec les parents de Jean ne se passe pas bien. Polo quant à lui a démissionné et envisage de repartir immédiatement en Thaïlande. Jean en fait de même avec Pat. Tandis que Polo est en quête de spiritualité, Jean réalise son projet d'agence matrimoniale sur une île avec Pat.

## Fiche technique
- Titre original : Lady Bar 2
- Réalisation : Xavier Durringer
- Scénario : Xavier Durringer
- Montage : Laurence Bawedin
- Musique : Christophe Gerber
- Société de production : Arte
- Pays d'origine :  France
- Langue : français
- Format : Couleurs (Technicolor) - 1,85:1 - Son stéréo
- Genre : drame, comédie
- Durée : 96 minutes
- Dates de sortie :
  -  France : 11 septembre 2009

## Distribution
- Éric Savin : Jean
- Bruno López : Polo
- Dao Paratee : Pat
- Édouard Montoute : Aimé
- Laurent Olmedo : Simon
- Jean Miez : Serge
- Jean-Claude Derudder : Georges

## Analyse
Le film aborde le tourisme sexuel et plus généralement la situation des farangs en Thaïlande.

## Autour du film
Dao Paratee, l'actrice dans le rôle de Pat, est décédée dans un accident de voiture le 12 mars 2010 à Bangkok,, deux ans après le tournage du film.